# Myracrodruon
Myracrodruon is een geslacht uit de pruikenboomfamilie (Anacardiaceae). De soorten uit het geslacht komen voor van in Bolivia tot in Brazilië en Noord-Argentinië.

## Soorten
- Myracrodruon balansae (Engl.) Santin
- Myracrodruon urundeuva Allemão

... · 
Anacardium · 
Bouea · 
Buchanania · 
Cotinus · 
Mangifera · 
Pistacia (Pistache) · 
Protorhus · 
Rhus · 
Schinus · 
Sclerocarya · 
Sorindeia · 
Spondias · 
Toxicodendron · 
...